# Eugalta linearis
Eugalta linearis är en stekelart som beskrevs av Morley 1913. Eugalta linearis ingår i släktet Eugalta och familjen brokparasitsteklar.

## Underarter
Arten delas in i följande underarter:
- E. l. philippina
- E. l. kumaonensis